# Janusz
Januszⓘ – imię męskie utworzone na gruncie języka polskiego od imienia Jan; pierwotnie była to forma zdrobniała, ale od bardzo dawna występuje jako samodzielne imię, być może nawet od XII wieku (najstarsze zapisy pochodzą z lat 1145 i 1178). Regionalnie do dziś tworzy się od imienia Jan zdrobnienie Janusz.
Według stanu na styczeń 2021 imię to nosi 192 340 mężczyzn w Polsce (33. miejsce na liście najpopularniejszych imion). Nie jest ono jednak popularne wśród młodszych pokoleń – w 2020 tylko 19 chłopcom nadano to imię.
Janusz imieniny obchodzi 21 listopada.

## Osoby noszące imię Janusz
- Janusz – arcybiskup gnieźnieński
- Janusz z Uppsali – polski błogosławiony, arcybiskup i prymas Szwecji
- Janusz I Starszy – książę warszawski
- Janusz II – książę polski
- Janusz Młodszy – przedstawiciel mazowieckiej linii dynastii Piastów
- Janusz Adamczyk – generał brygady Wojska Polskiego
- Janusz Albrecht – pułkownik dyplomowany Wojska Polskiego
- Janusz Bargieł – polski polityk
- Janusz Bielawski – polski lekarz chirurg, polityk, profesor Akademii Medycznej we Wrocławiu, senator IV i V kadencji
- Janusz Brochwicz-Lewiński
- Janusz Bukowski
- Janusz Chabior
- Janusz Chmielowski
- Janusz Christa
- Janusz Dębiński
- Janusz Dobrosz
- Janusz Dolny
- Janusz Domagalik
- Janusz Dyl
- Janusz Gajos
- Janusz Piotr Gałkowski
- Janusz Głowacki
- Janusz Gniatkowski
- Janusz Gol – piłkarz
- Janusz Gołda
- Janusz Gołąb
- Janusz Gortat
- Janusz Groszkowski
- Janusz Maciej Hereźniak
- Janusz Iwański
- Janusz Jagucki
- Janusz Janowski – polski malarz, doktor nauk humanistycznych, teoretyk sztuki, działacz artystyczny, muzyk
- Janusz Jędrzejewski
- Janusz Jojko
- Janusz Józefowicz – aktor, reżyser, choreograf polskiej sceny teatralno-filmowej
- Janusz Kamiński
- Janusz Kapusta
- Janusz Kasperczak
- Janusz Kidawa
- Janusz Kiszka
- Janusz Kłosiński
- Janusz Kochanowski
- Janusz Kochański
- Janusz Kołodziej (ur. 1959) – poseł z ramienia LPR
- Janusz Kołodziej (ur. 1984) – żużlowiec Unii Tarnów
- Janusz Kondratiuk – reżyser
- Janusz Konieczny (senator)
- Janusz Kopczyński
- Janusz Korczak
- Janusz Kosiński – dziennikarz muzyczny
- Janusz Korczak
- Janusz Korwin-Mikke – polski publicysta i polityk
- Janusz Kotliński (lekkoatleta)
- Janusz Kotliński (kolarz)
- Janusz Kowalski (harcmistrz)
- Janusz Kowalski (kolarz)
- Janusz Krężelok
- Janusz Kruk
- Janusz Kruciński – aktor musicalowy
- Janusz Krupski – historyk, działacz opozycji demokratycznej w PRL, kierownik Urzędu do Spraw Kombatantów i Osób Represjonowanych w latach 2006–2010
- Janusz Krzyżewski
- Janusz Kubiak
- Janusz Kulig
- Janusz Kuliś
- Janusz Kupcewicz
- Janusz Kurtyka
- Janusz Kusociński
- Janusz Leleno
- Janusz Lewandowski
- Janusz Libicki
- Janusz Lorenz
- Janusz Majewski
- Janusz Majewski (powstaniec)
- Janusz Majewski (szermierz)
- Janusz Makarczyk
- Janusz Maksymiuk
- Janusz Meissner
- Janusz Michałowski
- Janusz Minkiewicz
- Janusz Morgenstern
- Janusz Niekrasz
- Janusz Olejniczak
- Janusz Onyszkiewicz
- Janusz Owczarek
- Janusz Palikot
- Janusz Palus
- Janusz Pałubicki
- Janusz Panasewicz
- ks. Janusz Pasierb
- Janusz Pelc – historyk literatury
- Janusz Pelc – programista
- Janusz Piechociński
- Janusz Pindera
- Janusz Przymanowski
- Janusz Rabski
- Janusz Radek – piosenkarz
- Janusz Radziwiłł
- Janusz Franciszek Radziwiłł
- Janusz Reiter
- Janusz Rewiński
- Janusz Rolicki
- Janusz Rudnicki
- Janusz Sanocki
- Janusz Sidło
- Janusz Skulich
- Janusz L. Sobolewski
- o. Janusz Sok – redemptorysta
- Janusz Stabno – sędzia, działacz i historyk boksu
- Janusz Steinhoff
- bp Janusz Stepnowski
- Janusz Strachocki
- Janusz Sybis
- Janusz Szałkowski
- Janusz Szpotański – poeta
- Janusz Szuber
- Janusz Śniadek
- Janusz Tazbir
- Janusz Tomaszewski
- Janusz Waluś
- Janusz Weiss
- Janusz Wiśniewski
- Janusz Leon Wiśniewski
- Janusz Witwicki
- Janusz Wojciechowski
- Janusz Wójcik
- Janusz A. Zajdel
- Janusz Zarenkiewicz
- Janusz Zemke
- Janusz Zeyland
- Janusz Ziółkowski
- Janusz Żurakowski

Postaci fikcyjne noszące imię Janusz
- Janusz Tracz
- Janusz Sram - bohater kreskówki pt. "Kapitan Bomba"